# هربرت يانسين
هربرت يانسين (بالألمانية: Herbert Janssen)‏ هو مغني ومغني أوبرا ألماني، ولد في 22 سبتمبر 1892 في كولونيا في ألمانيا، وتوفي في 3 يونيو 1965 في نيويورك في الولايات المتحدة.

## وصلات خارجية
- هربرت جانسين على موقع ميوزك برينز (الإنجليزية)
- هربرت جانسين على موقع أول ميوزيك (الإنجليزية)
- هربرت جانسين على موقع ديسكوغز (الإنجليزية)